# ديموغرافيا الطوائف الإسلامية

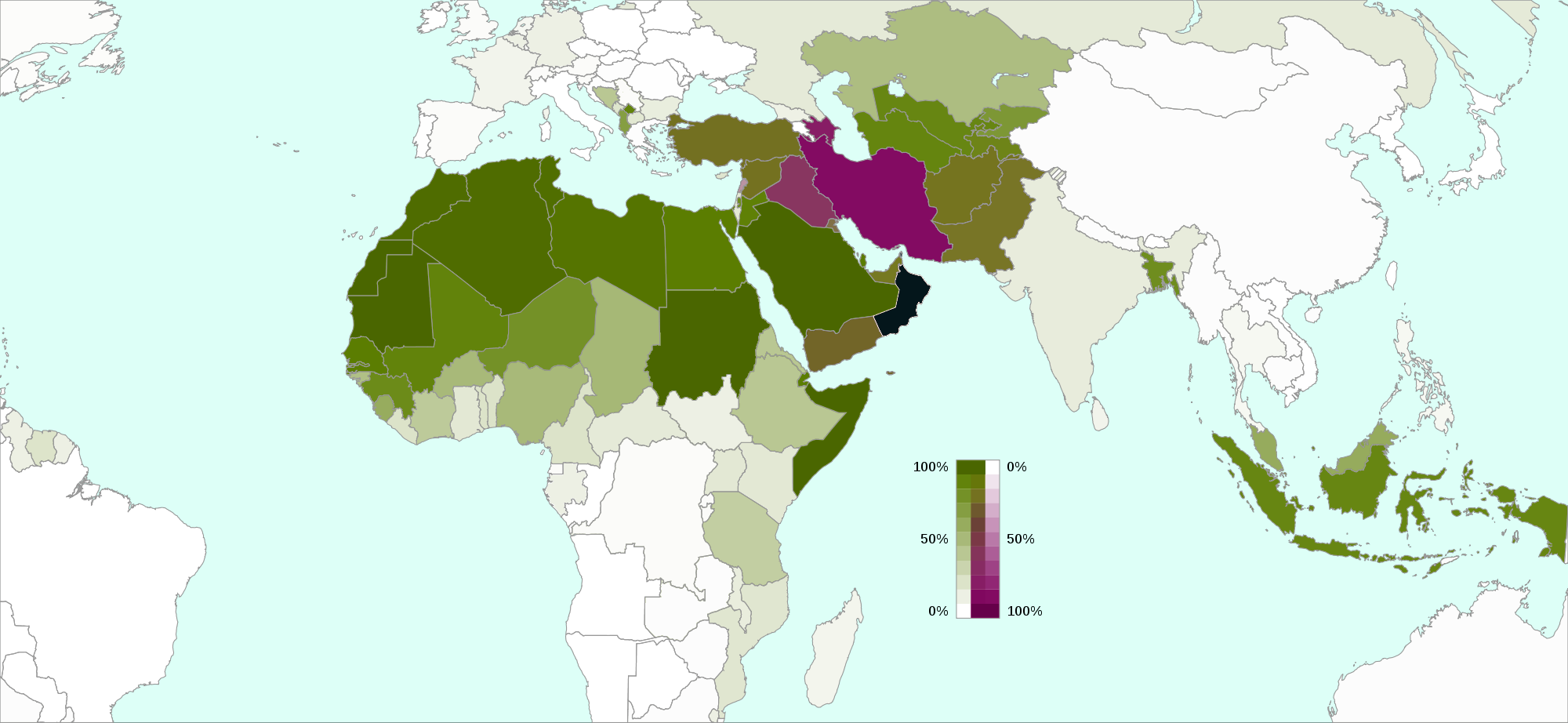
توزيع المسلمين حول العالم، اللون الأخضر يدل على أغلبية سنية، واللون الماروني (الأحمر) يدل على أغلبة شيعية والأزرق يدل على الأباضية.

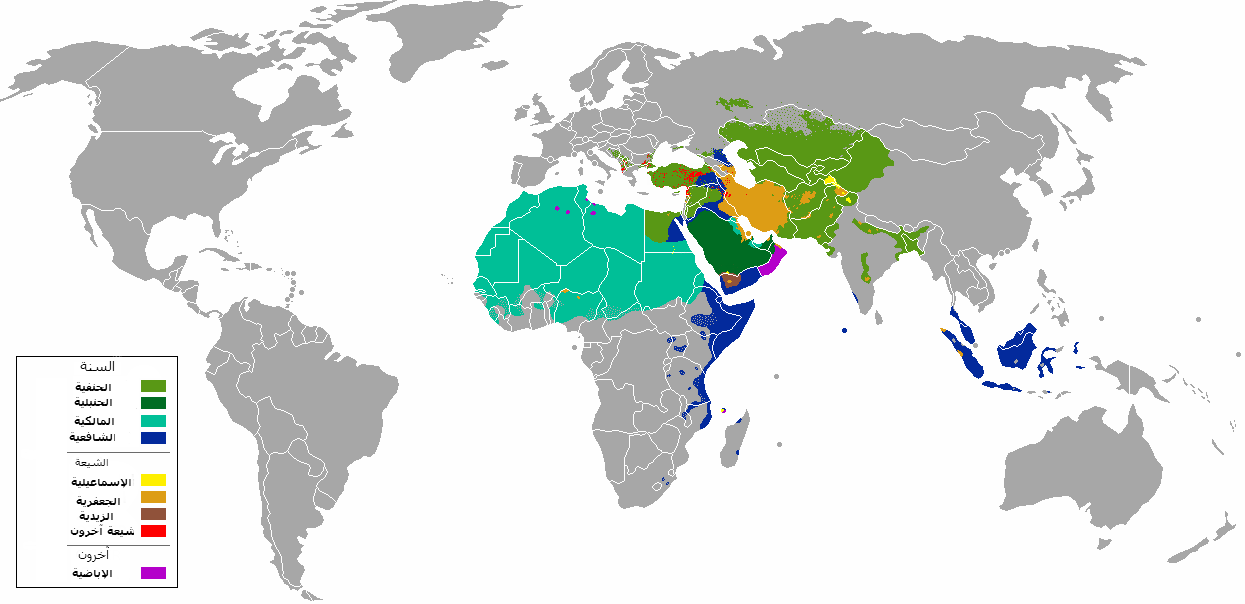
انتشار المذاهب الإسلامية حول العالم

يتوزع المسلمون في جميع أنحاء العالم بنسب متفاوتة، ولكن يتركزون بشكل رئيسي في شمال أفريقيا وشبه الجزيرة العربية ووسط وشرق آسيا وإندونيسيا، كما يتواجدون بنسب كبيرة في وسط أفريقيا ودول جنوب شرق آسيا. أغلب المسلمون في العالم من السنة ويتركز الشيعة الإمامية في العراق وإيران وبعض المناطق المحيطة بهما، والشيعة الزيدية في اليمن؛ وفي عمان تتركز الإباضية. وتنتشر بقي الفرق الإسلامية في صورة أقليات في البلدان الإسلامية وغير الإسلامية.

## أهل السنة والجماعة
هم يمتدون على مساحات شاسعة من العالم وهم أكبر طائفة إسلامية على الإطلاق، ولا تنحصر طائفة أهل السنة والجماعة في منطقة معينة أو عرق معين أو دولة معينة كما يحصل مع الطوائف الأخرى المنتسبة للإسلام، فهم في إقليم سينجيانج في الصين وعند حوض الفولجا في روسيا وفي شبه القارة الهندية واندونيسيا وصحراء أفريقيا وغابات نيجيريا وشبه الجزيرة العربية وفي منطقة البلقان في أوروبا...الخ، فلا مجال لتعداد أماكن تواجدهم. ويمكن القول أن أهل السنة والجماعة هم الغالبية الساحقة في دول العالم الإسلامي والتي هي خمسين دولة باستثناء أربعة دول وهي أذربيجان والعراق وإيران والبحرين. أهل السنة والجماعة عددهم مليار نسمة (أي 1000 مليون نسمة).

## طوائف الشيعة
ينتشر الشيعة في العصر الحاضر في جميع أنحاء العالم بنسب متفاوتة وتعتبر الإثنا عشرية هي الطائفة الأكبر وتليها الإسماعيلية ثم الزيدية.وأكثر المناطق كثافة هو الامتداد من بيروت إلى الهند (لبنان – سوريا – العراق – الخليج العربي – إيران – القوقاز – أفغانستان – باكستان -الهند)ولا توجد احصائات فعلية لعدد الشيعة في كثير من دول العالم.

### الشيعة الجعفرية الإثناعشرية
يتواجد الشيعة الإثنا عشرية في أكثر من 105 دولة في العالم وخاصة في قارة آسيا وخاصة تتركز الطائفة الإثناعشرية في أربعة دول وهي البحرين وأذربيجان والعراق وإيران ويشكلون إحدى أكبر طائفتين في لبنان، وتعتبر إيران أكبر دولة في العالم تحتوي على الشيعة الإثنا عشرية، ويرى البعض من السنة والشيعة أن السبب في ذلك يعود للصفويين الذين ساهموا في نشر التشيع، "حيث إنّ التشيّع هو المذهب الساحق في إيران من أوائل القرن العاشر (905) إلى يومنا هذا انّ الدولة الصفوية أشاعت التشيّع في إيران، بعد ملوك المغول فلو كان نجاح الثاني قليلا، كان نجاح الصفوييين كبيراً"، كما توجد أقلية شيعية إثنا عشرية كبيرة في باكستان والهند ولكن التقديرات غالبا ما تجمع الشيعة الإثنا عشرية مع الشيعة الإسماعيلية، إلى جانب وجود لهم في دول كثيرة تزيد عن 105 دولة في العالم.

### الدروز
فهي تنحصر في بلاد الشام، حيث ينحصرون في بعض القرى في لبنان وسوريا وفلسطين والأردن (والسبب أن الطائفة الدرزية هي نشأت في مصر لكنها لم تلبث أن هاجرت إلى الشام، حيث محور العقدية الدرزية هو الخليفة الفاطمي أبو علي المنصور بن العزيز بالله بن المعز لدين الله الفاطمي الملقب بالحاكم بأمر الله ولد سنة 375هـ/ 985م ‍ وقتل سنة 411هـ/ 1021م، والطائفة الدرزية تؤمن بسرية أفكارها، فلا تنشرها على الناس)، ومجموع الدروز في العالم يتراوح من نصف مليون إلى مليون.

### الشيعة الزيدية
وهي تنحصر في اليمن وتحديدا في شمال اليمن (حيث تمكن الزيدية من تأسيس دولة لهم في اليمن إلى أن اقصيت الزيدية عن الحكم في اليمن بحلول الجمهورية اليمنية في سنة 1962م).

### الشيعة الجعفرية العلوية
وهم ينحصرون في سوريا وتحديدا يستوطن العلويون منطقة جبال العلويين في اللاذقية (وقد أقامت فرنسا لهم دولة أطلقت عليها اسم «دولة العلويين» وقد استمرت هذه الدولة من سنة 1920م إلى سنة 1936م)، كما توجد أقليات في لبنان وتركيا، والطائفة العلوية هي طائفة جعفرية إثناعشرية.
يضاف إلى ذلك عدم اعتمادهم على نظام المرجعيات الدينية (الذي يعد أساسيا عند من سواهم)، وكذلك وجود القليل من الكتب في الفقه والحديث تميز هذه الطائفة. وهي تعتمد بشكل أساسي على الكتب الشيعية وعلى رأسها الكتب الأربعة ومصنفات أخرى كثيرة يشتركون فيها مع بقية الإثناعشرية.

### الشيعة الامامية الإسماعيلية
وهي تنحصر في نجران المنطقة الواقعة جنوب السعودية وشمال اليمن، وقرى في شرق القارة الأفريقية، وكذلك في سوريا (حيث امتلكوا قلاعاً وحصوناً قديما)، إلى جانب شبه القارة الهندية، وقد اختلفت الأرض التي سيطر عليها الإسماعيليون مدًّا وجزراً بحسب تقلبات الظروف والأحوال خلال فترة طويلة من الزمن، وتعتبر الإسماعيلية فرقة باطنية قديماً كانت تؤمن بسرية أفكارها فلا تنشرها على الناس بسبب منع ومحاربة الأمويين والعباسيين لمبادئها ولكنها ظهرت للجميع في الفترة الفاطمية وهي في الوقت الحالي مثل العديد من المذاهب الإسلامية يمكن الإطلاع على كافة أفكارها ومبادئها وهي فرقة إسلامية شيعية تؤمن كباقي الطوائف الإسلامية بالنبي محمد رسول الله وبالقرآن ولكنه سميت إسماعيلية لأنها اختلفت عن الفرقة الشيعية الإثني عشرية عند الإمام جعفر فالإثني عشرية قالت بإمامة موسى الكاظم والإسماعيلية بإمامة إسماعيل، ومجموع الطائفة الإسماعيلية في العالم يصل إلى ما يقارب 23 مليون نسمة.

## الإباضية
توجد في أغلب المناطق في عمان (لوجود دول الإمامة الإباضية في عمان قديماً) وكذلك أقلية ضئيلة العدد في ليبيا وتونس والجزائر.

## القاديانية
فتكاد تنحصر في الهند وباكستان، والمجموع الكلي للطائفة القأديانية هو ما يقارب من 8 ملايين نسمة.

## مقالات ذات علاقة
- الإسلام حسب البلد